# جف شیپتون
جف شیپتون (انگلیسی: Geoff Shipton؛ زادهٔ ۴ ژوئن ۱۹۴۱) شناگر اهل استرالیا بود.
وی در مسابقات کشوری و بین‌المللی در مجموع برندهٔ ۱ مدال نقره شده‌است.